# هوراس فوغل
هوراس فوغل (بالإنجليزية: Horace Fogel)‏ هو لاعب كرة قاعدة أمريكي، ولد في 2 مارس 1861، وتوفي في 15 نوفمبر 1928.